# Pawilon Sztuki Współczesnej Heleny Rubinstein

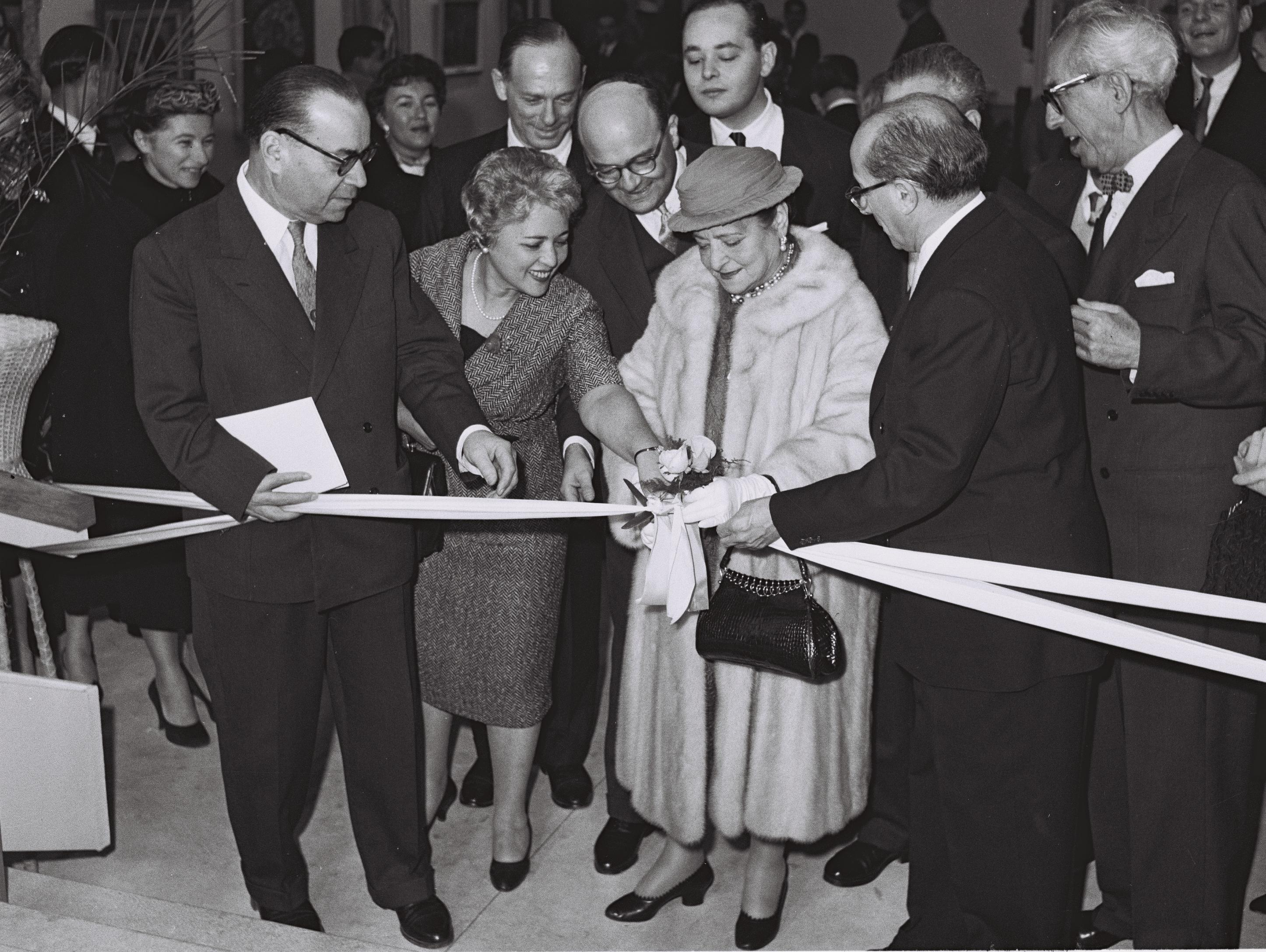
Helena Rubinstein otwiera muzeum, 1959

Pawilon Sztuki Współczesnej Heleny Rubinstein (hebr. ‏ביתן הלנה רובינשטיין לאמנות בת זמננו‎; ang. Helena Rubinstein Pavilion for Contemporary Art) – muzeum położone w osiedlu Centrum Tel Awiwu w Tel Awiwie, w Izraelu. Jest oddziałem Tel Aviv Museum of Art.

## Historia
Na początku lat 50. zbiory Tel Aviv Museum of Art, mieszczące się w jednym budynku z Salą Niepodległości, urosły do takich rozmiarów, że dotychczasowa siedziba nie była w stanie już ich pomieścić. Z tego powodu władze miejskie podjęły decyzję budowy nowego budynku muzealnego, który miał się znajdować przy Teatrze Narodowym Izraela – Habima. Jego fundatorem była producentka kosmetyków, Helena Rubinstein, która ofiarowała na ten cel 100 tys. USD.
W 1952 projekt muzeum przedstawiła grupa architektów Dov Karmi, Zeev Rechtera i Jaakov Rechtera. Powstało ono w strefie kulturalnej miasta położonej na placu Orkiestry. Inauguracja muzeum odbyła się w dniu 22 stycznia 1959, w obecności Heleny Rubinstein.

## Zbiory muzeum
W muzeum znajduje się stała ekspozycja sztuki współczesnej, architektury oraz kolekcja szkła zgromadzona przez Helenę Rubinstein.
Pawilon funkcjonuje także jako galeria sztuki prezentująca osiągnięcia młodych talentów.